# San Marino történelme

## San Marino alapítása
San Marino köztársaságát 301-ben alapította egy Dalmáciából, pontosabban Rab szigetéről érkező remete kőfaragó, Szent Marino (eredeti nevén Marinus). A legenda alapján Marino 301-ben a keresztényüldözések elől menekült a környékre, majd a Titán-hegyen kolostort alapított, hogy befogadhassa a Diocletianus császár által üldözött keresztényeket. Nem sokkal később a kolostor körül település, majd egész kis állam alakult ki. A legenda nyomán a San Marinóiak névadójukat, San Marino-t tekintik a köztársaság alapítójának.
Az első kevésbé megbízható forrás 511-ben keletkezett, és a Vita Sancti Severini is beszámolt arról, hogy létezik egy remeteközösség a Monte Titano hegycsúcs körül. Megbízható forrás azonban ebből a korból nem maradt fent San Marinóról és környékéről, írásos dokumentumok pedig csak 885-ben említik a kolostor körül kialakult települést, melyet az alapító után San Marinonak neveztek el. San Marino tehát a világ legrégebbi köztársasága, parlamentje, az Arengo (népgyűlés) pedig a világ egyik legrégebbi törvényhozása, több mint ezeréves.

## A középkor
A 10. században erődítményrendszer építésébe kezdtek. 1371-ben egy bíboros írt San Marinóról: (nyers fordításban) a város egy nagyon magas sziklán fekszik, a csúcson három hatalmas vár magasodik. 
A 13. századtól a népesség egyre gyorsabb mértékben növekedett a törpeállamban. A város vezetése két, a közelben található várat vett meg a közeli hegyekben, ezzel együtt földeket is vásárolt. Az államnak vagy a gazdaságát, vagy a területét kellett növelnie, hogy el tudja látni az egyre növekvő népességet. Emiatt az 1200-as évek közepétől egyre több műveletlen földet vettek meg, ahol a megtermelt javakat a városba szállították, és azzal látták el a lakosságot. San Marino lakossága már ekkor kifejtette törvények kidolgozására való igényét. A legrégebbi kézzel írott törvénykönyvet 1295-ben adták ki. A következő háromszáz évben a jogszabályok, törvények folyamatosan alakultak át. 
Az alkotmány előtti, utolsó törvénykönyveket 1600. szeptember 21-én adták ki: 6 könyvet adtak ki, melyben összesen 314 kategóriába sorolták a törvényeket. A törvények életbe lépését követően az Arengóba (a Népgyűlésbe) már minden család delegálhatott egy képviselőt, legtöbbször a családfőt. 
Elismerték a halálbüntetést. A Köztársaság védelmére már abban az időben felállítottak egy jól képzett hadsereget - minden férfi 14-60 éves kor között lehetett katona, illetve tartalékos, azaz 14-60 éves kor között sorozhatták be őket. 1243 óta az államot - római mintára - két régenskapitány vezeti, ez a rendszer még ma is így van.

## Újkor
Az évszázadok során a környékbeli olasz fejedelemségek és városállamok uralkodói többször is megpróbálkoztak az aprócska állam elfoglalásával, San Marino lakói azonban a legtöbb esetben visszaverték a támadást. Az egyetlen sikeres megszállást a pápa nevében Alberoni legátus vezette, 1739-ben. Ám a San Marinóiak fellázadtak a pápai állam uralma ellen, ezért a kitört felkelés, lázadás következtében XII. Kelemen pápa 1740-ben független, szuverén állammá nyilvánította a miniállamot. 1797-ben Bonaparte Napóleon felajánlotta, hogy kibővíti az ország területét, bár ezzel együtt a miniállam semlegességének feladására kényszerült volna. Emiatt a lakos visszautasította a terület bővítését és a Napóleon által felajánlott barátsági szerződést a függetlenség és semlegesség fenntartása céljából. 1815-ben a bécsi kongresszus megerősítette San Marino függetlenségét. A bécsi kongresszust követően átalakult az államszervezeti és politikai rendszer, a minden család fejéből álló Arengo helyett létrejött a 60 tagból álló Nagy Tanács; még napjainkban is 60 taggal rendelkezik ez a szerv. Az államfőket (a régenskapitányokat, Capitano Reggente) félévenként, április 1-jén, illetve október 1-jén választja meg ettől kezdve a Nagy Tanács.

## Az I. és a II. világháború és a két világháború közötti időszak

### Az I. világháború és a két világháború közötti időszak
Az I. világháború kitörése után Olaszország még egy kis ideig habozott a hadüzenet bejelentésével, majd 1915. május 23-án Olaszország hadat üzent Ausztria-Magyarországnak. San Marino viszont semleges maradt.

### A II. világháború
A második világháborúban San Marino először hadat üzent Nagy-Britanniának. Olaszország kapitulációjakor kinyilvánította semlegességét, 1944. szeptember 21-én pedig hadat üzent Németországnak.

## A II. világháború után - San Marino történelme napjainkban
Itt működött a világ egyik legelső demokratikusan választott kommunista kormánya, 1945-től 1957-ig. San Marino volt a világ legkisebb köztársasága 301-től 1968-ig, amikor Nauru függetlenné vált.
1988-ban az Európa Tanács tagja lett, az Egyesült Nemzetek Szervezetébe 1992-ben lépett be. Nem tagja az Európai Uniónak.

## Fordítás
Ez a szócikk részben vagy egészben  a   San Marino című német Wikipédia-szócikk fordításán alapul.  Az eredeti cikk szerkesztőit annak laptörténete sorolja fel. Ez a jelzés csupán a megfogalmazás eredetét és a szerzői jogokat jelzi, nem szolgál a cikkben szereplő információk forrásmegjelöléseként.